# مارتین شورت
مارتن شورت (انگلیسی: Martin Short؛ زاده ۲۶ مارس ۱۹۵۰) یک هنرپیشه اهل کانادا است. وی از سال ۱۹۷۲ میلادی تاکنون مشغول فعالیت بوده‌است.
از فیلم‌ها یا برنامه‌های تلویزیونی که وی در آن نقش داشته‌است می‌توان به ماداگاسکار ۳: تحت تعقیب‌ترین‌های اروپا، مریخ حمله می‌کند!، ماجراهای اسپایدرویک، فرنکن‌وینی، جیمی نوترون: پسر نابغه اشاره کرد.
این بازیگر در جشنواره جوایز امی در سال ۲۰۲۴ به عنوان بهترین بازیگر در سریال کمدی کاندید شد.

## فیلم‌شناسی
فهرست برخی از فیلم‌هایی که مارتین شورت در آنها بازی کرده‌است:
- ماداگاسکار ۳: تحت تعقیب‌ترین‌های اروپا
- مریخ حمله می‌کند!
- ماجراهای اسپایدرویک
- فرنکن‌وینی
- جیمی نوترون: پسر نابغه
- مرلین
- سه رفیق
- کاپیتان ران
- بابا نوئل ۳
- مک و ریتا